# Challenger de Francavilla al Mare
El Internazionali di Tennis d'Abruzzo (o Challenger de Francavilla al Mare) es un torneo profesional de tenis. Pertenece al ATP Challenger Tour. Se juega desde el año 2017 sobre pistas de polvo de ladrillo, en Francavilla al Mare, Italia.

## Palmarés

### Individuales
| Año        | Campeón              | Finalista            | Resultado        |
| ---------- | -------------------- | -------------------- | ---------------- |
| 2017       | Pedro Sousa          | Alessandro Giannessi | 6–3, 7–6(3)      |
| 2018       | Gianluigi Quinzi     | Casper Ruud          | 6-4, 6-1         |
| 2019       | Stefano Travaglia    | Oscar Otte           | 6-3, 6-7(3), 6-3 |
| 2020– 2021 | No se disputó        | No se disputó        | No se disputó    |
| 2022       | Matteo Arnaldi       | Francesco Maestrelli | 6-3, 6-7(7), 6-4 |
| 2023       | Alejandro Tabilo     | Benoît Paire         | 6–1, 7–5         |
| 2024       | Titouan Droguet      | Jacopo Berrettini    | 6–3, 7–6(4)      |
| 2025       | Francesco Maestrelli | Valentin Vacherot    | 6–4, 6–4         |

### Dobles
| Año        | Campeones                        | Finalistas                           | Resultado           |
| ---------- | -------------------------------- | ------------------------------------ | ------------------- |
| 2017       | Julian Knowle Igor Zelenay       | Rameez Junaid Kevin Krawietz         | 2–6, 6–2, [10–7]    |
| 2018       | Julian Ocleppo Andrea Vavassori  | Ariel Behar Máximo González          | 7-6(5), 7-6(3)      |
| 2019       | Denys Molchanov Igor Zelenay     | Guillermo Durán David Vega Hernández | 6–3, 6–2            |
| 2020– 2021 | No se disputó                    | No se disputó                        | No se disputó       |
| 2022       | Dan Added Hernán Casanova        | Davide Pozzi Augusto Virgili         | 6–3, 7–5            |
| 2023       | Nicolás Barrientos Ariel Behar   | Sander Arends Petros Tsitsipas       | 7-6(1), 3-6, [10-6] |
| 2024       | Théo Arribagé Victor Vlad Cornea | Sander Arends Matwé Middelkoop       | 7-6(1), 7-6(7)      |
| 2025       | Luis David Martínez Facundo Mena | Théo Arribagé Grégoire Jacq          | 7-5, 2-6, [10-6]    |